# Benedetta de Cagliari
Benedetta de Cagliari ou Benedetta de Massa (née vers 1194 morte en 1232), jugesse (judikessa en sarde) de Cagliari de 1214 à 1232. Elle fut la victime et l'instrument de la politique impérialiste qui conduit la république de Pise à l'hégémonie économique et politique sur la Sardaigne pendant son règne. Ces événements préludent à la fin du Judicat de Cagliari et sa partition ultérieure entre les familles pisanes des Visconti de Pise, da Capraia et della Gherardesca de Donoratico.

## Origine
Benedetta de Massa nait vers 1194 elle est la fille ainée de Guillaume de Massa, juge de Cagliari, et de son épouse Adelasia fille de Moruello Malaspina. En l'absence d'héritier masculin elle est destinée à assurer la succession de son père.

## Mariage et début du règne
Après la mort de son père en janvier-février 1214, elle lui succède régulièrement et est consacrée comme jugesse par Rico l'archevêque de Cagliari au cours d'une cérémonie où elle jure notamment de ne pas aliéner le territoire du judicat ni d'en céder les châteaux et de ne pas s'allier à des étrangers sans l'accord de son conseil.
Son père avait négocié son union avec Barisone III d'Arborée, le fils et héritier de Pietro Ier d'Arborée que Guillaume avait vaincu et qu'il retenait prisonnier. Cette union avait été préconisée par l'Église romaine qui souhaitait mettre un terme aux conflits entre les judicats. Un fils unique nait du mariage baptisé Guillaume (II) comme son grand-père maternel il reçoit comme second prénom celui de « Salusio V » traditionnel dans la lignée des juges de Cagliari. En juillet 1214 Benedetta prête serment à l'Église romaine et reconnaît les droits du Saint-Siège sur la Sardaigne et son judicat.
Au début de son règne elle-même une politique en réaction contre celle de son père favorable aux étrangers et sur les conseils de son époux de l'archevêque Rico et de l'évêque de Sulcis elle multiplie les donations en faveur de l'église San Giorgio de Suelli. Barisone III gère de son côté indépendamment son judicat d'Arborée ce qui suscite la défiance de Pise qui connaît les liens de l'Arborée avec la puissance rivale de Gênes et l'ambition du juge à récupérer son influence sur le Logudoro et qui craint qu'il influence la politique de Cagliari en ce sens.

## Intervention pisane

Les judicats de Sardaigne

En 1215 un patricien de Pise Lamberto Visconti († 1225), qui contrôlait depuis 1207 du droit de son épouse la jugesse Elena (1203-1220) le judicat de Gallura, débarque à Cagliari avec un contingent de soldats il met à profit la faiblesse de Benedetta et de son époux et avec l'appui de son frère Ubaldo Visconti Podestat de Pise (1214-1217), il veut transformer Cagliari en une base afin de conquérir le Judicat et le reste de la Sardaigne. En 1216 les rapports de Benedetta avec la république de Pise sont encore cordiaux puisqu'elle fait une donation pour la construction de la cathédrale de Pise.
Le conflit éclate peu après Benedetta et son mari Barisone III sont contraints par Ubaldo et Lamberto Visconti qui alternent les menaces et les flatteries de se reconnaître vassaux de la république de Pise et de recevoir du Consul de la cité l'investiture pour leur judicat respectif. Ils doivent également céder le château de Cagliari déjà occupé par les mercenaires pisans qui le transforment en place forte. Les Pisans occupent également le port de Cagliari et les actes de violence qu'il font subir aux sujets de Benedetta et de son mari incitent ces derniers à faire appel au Pape qui les délie du serment prêté à Pise et à rechercher l'alliance du juge Comita de Torres (1198-1218) et de Gênes la rivale de Pise.
Honorius III informé de la situation est inquiet de l'accroissement de la mainmise de Pise sur la Sardaigne. Il intervient d'abord contre le clergé pisan et annule l'élection au siège épiscopal de Cagliari de Mariano évêque de Suelli et il enjoint au podestat et à la république de Pise par l'intermédiaire du cardinal Ugolino évêque d'Ostie légat apostolique pour le Sardaigne et la Corse de retirer les troupes de Sardaigne et de démanteler la forteresse de Cagliari. Il demande également à ses alliés de la péninsule italienne d'apporter leur aide à Mariano II de Torres, l'époux d'Agnese la sœur cadette de Benedetta qui est l'allié de Gênes contre Pise. Cette politique provoque une réaction hostile de la république de Pise menée par Ubaldo Visconti.
Benedetta devenue veuve en 1217 est alors contrainte d'épouser Lamberto Visconti qui devient ainsi juge de Cagliari (1220-1223). Mais le souverain pontife déclare l'union nulle et l'occupation de Cagliari illégitime. Ubaldo Visconti estime alors qu'il est plus profitable aux intérêts pisans que Benedetta puisse de nouveau gouverner seule son judicat. En décembre 1224 elle reçoit le légat pontifical Goffredo, à qui elle renouvelle le serment de fidélité au Saint-Siège et l'antique clause de paiement d'un cens annuel de 20 livres d'argent. Elle se reconnaît vassale de l'église et promet que si elle n'a pas d'autre héritier le judicat reviendra au Saint-Siège. Benedetta doit enfin s'engager à ne pas contracter de nouveaux mariages sans l'accord du souverain pontife.

## Soumission à Pise
Les années suivantes 1225 et 1226 sont relativement tranquilles et l'on enregistre des donations fait par Benedetta et son fils Guillaume II en faveur de l'Église. Mais l'influence d'Ubaldo Visconti redevenu podestat de Pise (1227-1228) s'exerce de nouveau. Malgré la promesse fait au souverain pontife, Benedetta contracte de nouveaux mariages le premier avec Enrico di Ceola juge (1226-1227) ensuite avec Rinaldo de Gualandi juge (1227-1230), qui sont tous deux des nobles pisans. Ces deux unions sont le témoignage de la forte influence politique et économique de Pise à laquelle le pape ne peut pas rester indifférent il reconnaît dans un premier temps la validité de l'union avec Enrico di Ceola, et ensuite avec Rinaldo de Gualandi. Mais les discordes et les violences perpétuées par la faction pisane obligent Benedetta à quitter Cagliari pour se réfugier dans le château de Santa Igia, et à rejoindre ensuite son fief patrimonial  de Massa. C'est là que Benedetta meurt quelques années plus tard, fin 1232 ou au début de l'année suivante car à cette époque, Grégoire IX inféode Massa et le château de Potenzolo, comme héritage de Benedetta à Ugo di Porcaria.

## Postérité
Benedetta a comme successeur son fils Guillaume II de Cagliari ou de Massa issu de sa première union, probablement sous  la tutelle de sa tante maternelle Agnese jusqu'à sa majorité en 1239, il exerce la fonction de juge jusqu'en 1254. La quiétude de son gouvernement semble liée à sa totale soumission aux Pisans qui ne lui laissent exercer qu'un pouvoir totalement formel.